# Саймон Гарріс
Саймон Гарріс (ірл. Simon Harris; нар. 17 жовтня 1986) — ірландський політик партії «Фіне Гаел», який з 2024 року обіймав посаду тишех (прем'єр-міністра) і лідера партії «Фіне Гаел». Член парламенту від виборчого графства Віклов з 2011 року, він був державним міністром з 2014 по 2016 рік, а з 2016 року — міністром охорони здоров'я.
Народившись у Грейстоунсі, Гарріс був обраний до ради графства Віклов на місцевих виборах 2009 року. На загальних виборах 2011 року він був обраний до Дойл Ерен, ставши «дитиною Дойлу» у віці 24 років, і був призначений державним міністром у Міністерстві фінансів у 2014 році. Після формування уряду гельської меншини у 2016 році був призначений міністром охорони здоров'я. Після формування коаліційного уряду у 2020 році був призначений міністром додаткової та вищої освіти, досліджень, інновацій та науки. З грудня 2022 по червень 2023 року він також виконував обов'язки міністра юстиції під час декретної відпустки колеги по Кабінету міністрів Хелен Макенті.
Після того, як Лео Варадкар подав у відставку в березні 2024 року, Гарріс був єдиним кандидатом на виборах керівництва Фіне Гель у 2024 році. Призначений тишехом 9 квітня 2024 року у віці 37 років, він став наймолодшою людиною на цій посаді за всю історію держави.

## Раннє життя
Гарріс народився в Грейстоунс, графство Віклов, в 1986 році. Він старший із трьох дітей, народжених Бартом і Мері Гарріс. Його сестра народилася в день його третього дня народження, а брат молодший за нього на вісім років. Його двоюрідний дідусь був радником від гельської партії «Фіне Гел» у місті Дан Лері.
Гарріс здобув освіту в середній школі Святого Давида Святої Віри в Грейстоунс де він брав активну участь у драматичному гуртку і був старостою. У віці 13 років він написав п'єсу. Вперше взяв участь у місцевій політиці у п'ятнадцятирічному віці, коли заснував Альянс «Потрійне А» Північного Віклов для допомоги сім'ям дітей з розладами аутичного спектру та синдромом дефіциту уваги. Будучи студентом молодших курсів, він зустрічався з політиками, переконуючи їх забезпечити кращі умови для інтеграції дітей з такими розладами в загальноосвітній простір. Гарріс був членом партії «Фіанна Файл» і агітував за Діка Роша на загальних виборах в Ірландії 2002 року, але пізніше приєднався до «Фіне Гаель» і був обраний до національної виконавчої влади молодіжного крила «Фіне Гаель» у 2003 році.
Спочатку Гарріс вивчав журналістику та французьку мову в Дублінському технологічному інституті, але кинув навчання на першому курсі.

## Початок політичної кар'єри
Гарріс почав працювати помічником своєї майбутньої колеги по кабінету міністрів Френсіс Фіцджеральд у 2008 році, коли вона була членом Шенад Ерен. На місцевих виборах 2009 року Гарріс був обраний до ради графства Віклов, набравши найбільший відсоток голосів серед усіх членів ради округу в Ірландії, а також до міської ради Грейстоуна. Як член ради, він був головою Об'єднаного комітету поліції графства Віклов та головою Регіонального форуму охорони здоров'я HSE. Він був членом Комітету зі стратегічної житлової політики Ради графства Віклов а Комітету з питань професійно-технічної освіти Віклов.
Гарріс був обраний до Дойл Ерен у 2011 році, отримавши третє місце у виборчому окрузі Віклов. Як наймолодший депутат 31-го скликання, він був обраний партією «Фіне Гаел», для висунення кандидатури Енда Кенні на Тишех (прем'єр-міністра), виголосивши свою першу промову. Гарріс працював у Комітеті державних рахунків Dáil (PAC) та Об'єднаному комітеті з питань фінансів, державних витрат та реформ парламенту Ірландії. Він також був членом міжпартійної групи Ерахтас з питань психічного здоров'я. У червні 2013 року він представив антидискримінаційний законопроєкт про психічне здоров'я.
Гарріс безуспішно балотувався як кандидат від гельської партії «Фіне Гаел» у південному виборчому окрузі на виборах до Європейського парламенту у 2014 році.

## В уряді

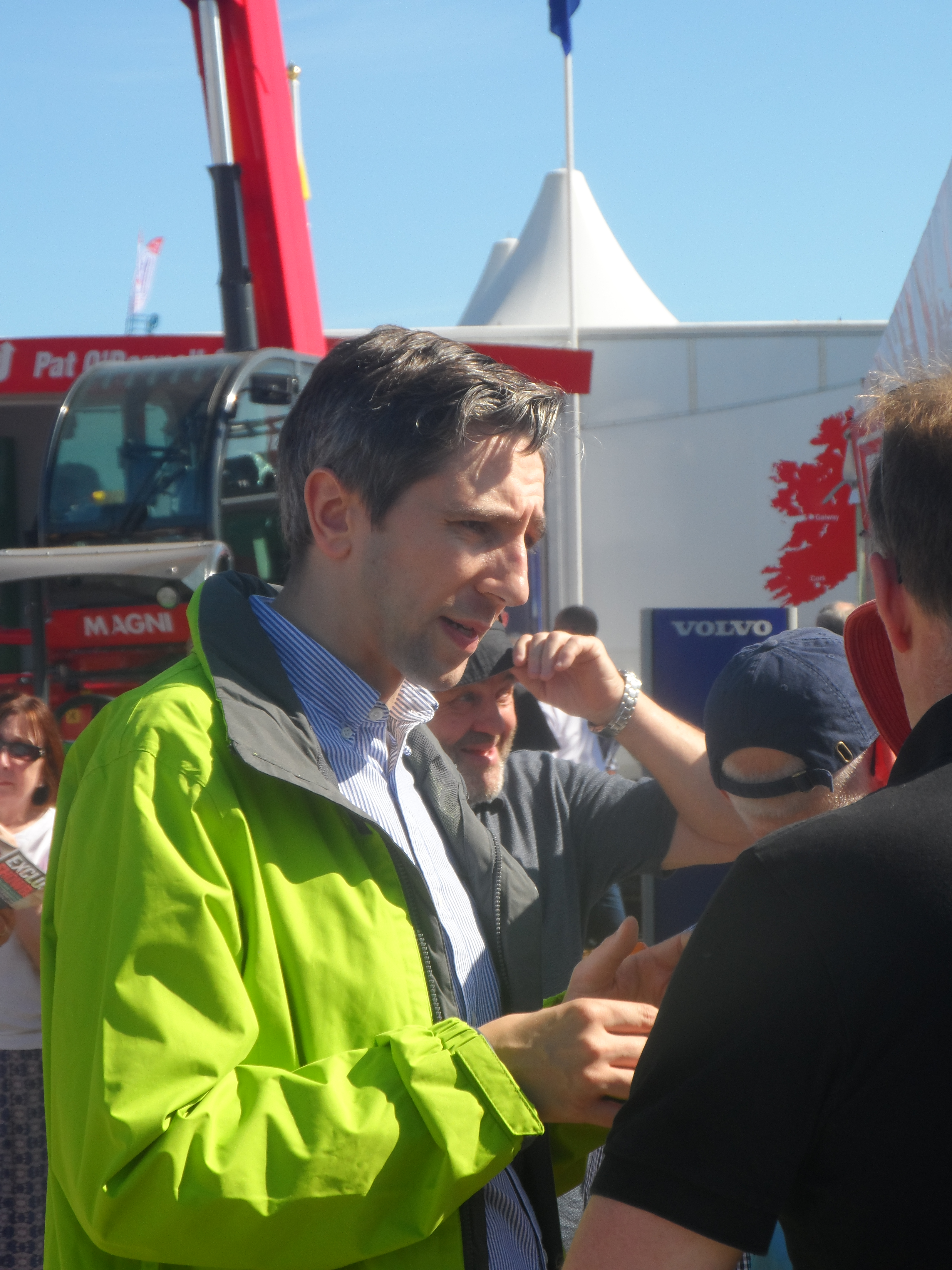
Гарріс на Національному чемпіонаті з оранки у 2019 році

### Державний міністр
15 липня 2014 року Гарріс був призначений державним міністром у Міністерстві фінансів, відповідальним за Управління громадських робіт, державних закупівель і міжнародних банківських операцій.
У період інтенсивних повеней по всій країні взимку 2015 і 2016 років Гарріс був змушений заперечувати звинувачення в тому, що уряд залишив невитраченими 13 млн євро, передбачених у бюджеті на ліквідацію наслідків повені у 2015 році, в той час, як він також домігся фінансування протипаводкового захисту у своєму виборчому окрузі.

### Міністр охорони здоров'я
6 травня 2016 року Гарріс був призначений міністром охорони здоров'я. У перший рік роботи Гарріс зіткнувся з можливістю страйку 30 000 медичних працівників і 40 000 медсестер. Пізніше заплановані страйки були скасовані.
У 2016 році Гарріс зробив свій внесок у розробку документа «Здорова вага для Ірландії — політика боротьби з ожирінням і план дій на 2016—2025 роки», в якому йдеться про «прагнення уряду допомогти своєму народу поліпшити здоров'я і, зокрема, знизити рівень надмірної ваги та ожиріння», в якому Гарріс стверджує, що «підхід до розроблення цієї політики ґрунтується на урядовій концепції поліпшення здоров'я і добробуту Ірландії».
У 2017 році Гарріса звинуватили в «лицемірстві» через його позицію щодо права власності Сестер милосердя на Національний пологовий будинок. Суперечка призвела до відставки доктора Пітера Бойлана та професора Кріса Фіцпатріка з правління лікарні. Пізніше Сестри милосердя відмовилися від власності на три лікарні: університетську лікарню Святого Вінсента в Дубліні, приватну лікарню Святого Вінсента та приватну лікарню Святого Михайла. Гарріс був повторно призначений, коли Лео Варадкар змінив Кенні на посаді прем'єр-міністра в червні 2017 року.
Гарріс підтримував легалізацію абортів в Ірландії. Він був міністром, відповідальним за Тридцять шосту поправку до Конституції, схвалену на референдумі, яка скасувала конституційну заборону на аборти. Він також представив Закон про охорону здоров'я (регулювання переривання вагітності) 2018 року, який дозволив аборти за певних обставин.
26 квітня 2018 року Управління охорони здоров'я підтвердило, що у 206 жінок розвинувся рак шийки матки після скринінгового тесту, який згодом був визнаний потенційно неточним під час повторного розгляду, після того, як у жінки було підтверджено діагноз раку шийки матки й з урахуванням відомих обмежень скринінгу з використанням технології мазків. У результаті скандалу, що виник, Гарріса неодноразово критикували за його поведінку у цій справі.
20 лютого 2019 року Гаррісу було висловлено вотум недовіри у зв'язку зі зростанням витрат (понад 2 мільярди євро) на нову Національну дитячу лікарню.Пропозиція була відхилена 58 голосами проти 53 при 37 тих, хто утримався.
Гарріс представив Закон про охорону здоров'я (збереження та захист та інші надзвичайні заходи в інтересах суспільства) 2020 року, надзвичайне законодавство у відповідь на пандемію COVID-19, яке набуло чинності 20 березня 2020 року.

### Міністр подальшої та вищої освіти, досліджень, інновацій та науки
27 червня 2020 року Гарріс був призначений міністром подальшої та вищої освіти, досліджень, інновацій та науки, очоливши новий департамент в уряді на чолі з Мікеалом Мартіном. 4 травня 2022 року він опублікував «Фінансування нашого майбутнього»- нову політику щодо сталого фінансування вищої освіти та зниження вартості освіти третього рівня для студентів і сімей.
Гарріс був головою виборчого штабу партії Фіне Гел під час виборчої кампанії радника Джеймса Геогегана на довиборах 2021 року в південному районі Дублін-Бей у Дубліні. Після призначення Лео Варадкара на посаду прем'єр-міністра 17 грудня 2022 року він був перепризначений на цю ж посаду, а також тимчасово виконував обов'язки міністра юстиції на час декретної відпустки Хелен Макенті.

### Керівництво «Фіне Гел»
Лео Варадкар подав у відставку з посади лідера «Фіне Гаель» 20 березня 2024 року, ініціювавши вибори керівництва. Варадкар зазначив, що він також подасть у відставку з посади прем'єр-міністра після обрання нового лідера «Фіне Гел». Висування кандидатів розпочалося о 10 ранку 21 березня 2024 року. До того дня більша частина членів парламентської партії «Фіне Гаель» оголосили про свою підтримку Гарріса як наступного лідера, а всі інші міністри кабінету міністрів зняли свої кандидатури з виборів. Гарріс підтвердив свій намір балотуватися на посаду лідера «Фіне Гаел» ввечері 21 березня 2024 року в ефірі «Six One News». Коли 24 березня 2024 року закінчився термін висування кандидатів, Гарріс був єдиним кандидатом, і того ж дня на партійних зборах в Атлоні його затвердили на посаді лідера. Обидві інші урядові партії заявили, що хочуть, щоб уряд працював до кінця свого терміну, незважаючи на зміну керівництва. Варадкар подав президенту заяву про відставку з посади прем'єр-міністра 8 квітня. Парламент знову зібрався після великодніх канікул 9 квітня, коли кандидатуру Гарріса було висунуто на посаду прем'єр-міністра.

## Прем'єр-міністр Ірландії
Після відставки Варадкара з посади прем'єр-міністра 8 квітня, 9 квітня 2024 року Палата представників висунула кандидатуру Гарріса на посаду прем'єр-міністра 88 голосами проти 69. Незабаром після цього президент Майкл Д. Хіггінс призначив його наймолодшим прем'єр-міністром в історії держави. Приймаючи пропозицію парламенту, він віддав належне своєму попереднику і визнав свій статус наймолодшого обраного посадовця, пообіцявши бути «прем'єр-міністром для всіх». Того ж вечора Гарріс оголосив у парламенті про формування кабінету 34-го уряду, призначивши Пітера Берка міністром підприємництва, торгівлі та зайнятості після відставки Ковені, а Патріка О'Донована — міністром подальшої та вищої освіти, досліджень, інновацій та науки замість Гарріса.

## Особисте життя
У 2017 році Гарріс одружився з Квіва Вейд, кардіологічною медсестрою. Вони повінчалися в церкві Святого Патріка в Кілкуаді. У них є донька та син. Гарріс живе з хворобою Крона, але каже, що вона мало впливає на його повсякденне життя.
Гарріс — старший із трьох братів і сестер. Його брат хворий на аутизм і керує благодійною організацією AsIAm, співзасновником якої є Гарріс.
Гарріс відомий своєю присутністю в соціальних мережах, особливо в TikTok, а що отримав прізвисько «TikTok Taoiseach». Він використовував Instagram для прямих трансляцій під час перебування на посаді міністра охорони здоров'я під час пандемії COVID-19, що було відзначено виданням Irish Examiner рідкісним випадком, коли урядовий міністр відповідав на запитання широкої громадськості.